# Timrå station
Timrå station är en järnvägsstation belägen öster om Timrå centrum.

## Stationshus
Stationen fick ett stationshus, godsmagasin och uthus 1925, samma år som Ostkustbanans sträcka mellan Sundsvall och Härnösand öppnades. Bansträckningen kom senare höra till Ådalsbanan. 1930 inreddes en bostadslägenhet på stationshusets övervåning. Godsmagasinet revs 2008
I samband med upprustningen av Ådalsbanan 2008-2010 gjordes en ombyggnad av stationsområdet. Bangården förlängdes norrut och stationsområdets fem spår gjordes till fyra längre spår. Överfarten norr om järnvägsstation ersattes med en gång- och cykeltunnel. Söder om station ersattes järnvägsövergången för timmertransporter till Östrands massafabrik med en betongbro. I samband med ombyggnaden revs det gulmålade stationshuset den 12-13 juli 2010.

## Linjesträckning
| Linje | Linjesträckning                       | Längd (km) | Stationer |
| ----- | ------------------------------------- | ---------- | --------- |
| L35   | Sundsvall-Härnösand-Örnsköldsvik-Umeå | 312        | 13        |